# Mała Chieta
Mała Chieta (ros. Малая Хета) – rzeka w Rosji w Kraju Krasnojarskim, lewy dopływ Jeniseju.
Długość rzeki wynosi 298 km. Powierzchnia dorzecza obejmuje 6430 km². 
Płynie po Niziny Zachodniosyberyjskiej, równolegle do innego dopływu Jeniseju, Wielkiej Chiety, jednak jest od niej krótsza.
Wpada do rzeki Jenisej naprzeciwko wsi Ust'-Port.